# コンラッド・スミス
コンラッド・スミス（Conrad Gerard Smith、1981年10月12日 ）は、ニュージーランド出身の元ラグビー選手。ポジションはセンター(CTB)。

## 人物
タラナキハウェラ出身。ニュープリマスのフランシス・ダグラス・メモリアルカレッジ卒業後、ヴィクトリア大学ウェリントンへ進学し法学を専攻。ニュージーランド高等裁判所の法廷弁護士と事務弁護士の資格を持つ。弁護士資格を持つラグビー選手であるが法曹家としての活動歴はない。学位は法学士（第1等、ヴィクトリア大学ウェリントン）。
スリークォーターバックスすべてのポジションでプレイ可能なユーティリティー選手であるが、選手層の厚いニュージーランド代表ではアウトサイド・センターで起用される。攻守の切り替えが早く守備力が高い選手。
スポーツ一家の出身であり、叔父のアラン・スミスもオールブラックス3キャップの元ラグビーニュージーランド代表選手、大叔父のジャック・ウォルターも7試合に出場した元ラグビーニュージーランド代表選手。
ラグビー以外ではクリケットタラナキ州代表に選出された経歴を持つ。

## 略歴
2001年からアマチュアクラブのオールド・ボーイズユニヴァーシティ所属。2003年からエアーニュージーランドカップウェリントン、スーパー14ハリケーンズ所属。2004年にラグビーニュージーランド代表（オールブラックス）のメンバーに選出され同年11月13日に開催された対イタリア戦（ローマ）でオールブラックスデビュー。ラグビーワールドカップ2007に出場し3試合3トライ。ラグビーワールドカップ2011では全6試合に先発出場し日本代表との試合で1トライを決めている。2011年シーズンからハリケーンズ正キャプテンを務めている。
2015年のワールドカップ終了後、フランストップ14のポー(セクシオン・パロワーズ)に加入した。
2018年、現役を引退した。